# 시오노에정
시오노에정(
일본어: 塩江町)은 일본 가가와현 중부에 있던 정이며, 가가와군에 속했다. 2005년 9월 26일에, 다카마쓰시에 편입합병해, 다카마쓰시 시오노에정이 되었다.

## 지리
- 총면적 80.10km2 중 84%가 산림인 협곡형으로 구성된 마을이다.
- 동서가 10.5㎞, 남북이 8.5㎞이며 마을 남쪽에 있는 류오산(1059m)과 오타키산(946m)으로 향함에 따라 해발 고도가 높아진다 .마을 중앙에는 다카마쓰시 주변의 수원, 나이바댐이 있다.
- 경지는 고도강 등의 하천과 산간부를 따라 산재해 있으며, 취락은 주로 향동천 변의 국도 193호변과 나이바 남쪽에 집중되어 있으며 산간부에도 산재해 있다.

## 인구
- 1960년 6,739명
- 1965년 5,860명
- 1970년 5,301명
- 1975년 4,838명
- 1980년 4,598명
- 1985년 4,240명
- 1990년 3,980명
- 1995년 3,727명
- 2000년 3,640명
- 2005년 3,445명
- 2010년 3,074명
- 2015년 2,750명

## 역사
- 1956년 9월 30일 - 가가와군 시노오에촌, 가미니시촌, 야스하라촌이 합병해 성립하였다.
- 1963년 4월 1일 - 정장이 제정되었다.
- 2005년 9월 26일 - 다카마쓰시에 편입되었다.

## 교통

### 공항
- 동네에 공항은 없지만 근처에 다카마쓰 공항이 있다.차로 약 10분. 버스로 약 15분이 걸린다.

### 철도
- 과거에는 고토히라 전철 시오노에 선이 존재하였지만 불요불급선으로 인해 폐지되었다.

### 도로
- 다카마쓰 자동차도(일본어판)
- 국도 제319호선 (일본)(일본어판)
- 국도 제377호선 (일본)(일본어판)
- 국도 제438호선 (일본)(일본어판)

## 참고 문헌
- 角川日本地名大辞典編纂委員会, 『角川日本地名大辞典 43 香川県』, 1985, 角川書店